# Neuroinmunología
La neuroinmunología es un campo que combina la neurociencia, es decir, el estudio del sistema nervioso, y la inmunología o estudio del sistema inmunitario. Los neuroinmunólogos buscan comprender mejor las interacciones de esos dos complejos sistemas durante el desarrollo, homeostasis, y su respuesta a las lesiones. El objetivo a largo plazo de esta área de investigación en rápido desarrollo es llegar a comprender las patologías de ciertas neuropatías, algunas de las cuales no tienen etiología clara. Al hacer eso, la neuroinmunología contribuye al desarrollo de nuevos tratamientos farmacológicos para varias condiciones neurológicas. Muchos tipos de interacciones envuelven tanto el sistema nervioso cuanto al sistema inmunitario, incluyendo el funcionamiento fisiológico de los dos sistemas en la salud y la enfermedad, el mal funcionamiento de ambos sistemas que lleva a enfermedades y los factores físicos, químicos y ambientales que afectan los dos sistemas en una base diaria.

## Generalidades
Alvéolos neuronales que controlan la termorregulación, el comportamiento, el sueño y el humor pueden ser afectados por citoquinas proinflamatorias que son liberadas por macrófagos y monocitos activados durante la infección. En el sistema nervioso central, la producción de citoquinas fue detectada como resultado de lesiones cerebrales, durante infecciones virales y bacterianas y en procesos neurodegenerativos.
Del Instituto Nacional de Salud de Estados Unidos:

A pesar del estatus del cerebro como lugar inmunológico privilegiado, una comunicación bidireccional une el sistema nervioso y el sistema inmunológico, tanto en la salud como en la enfermedad. Las células inmunes y las moléculas neuroinmunes, tales como citoquinas, quimiocinas y factores de crecimiento modulan la función cerebral a través de múltiples vías de señalización a lo largo de la vida útil. Los estresores inmunológicos, fisiológicos y psicológicos envuelven citoquinas y otras moléculas inmunes como mediadoras de interacciones con sistemas neuroendocrinos, neuropépticos y neurotransmisores. Por ejemplo, los niveles de citoquinas en el cerebro aumentan después de la exposición al estrés, mientras los tratamientos proyectados para aliviar el estrés revierten ese efecto.

La neuroinflamación y la activación neuroinmune demostraron desempeñar un papel en la etiología de una variedad de enfermedades neurológicas, como accidentes cerebrovasculares (AVC), enfermedad de Parkinson y Alzheimer, esclerosis múltiple, dolor y demencia asociada al VIH/sida. Sin embargo, citoquinas y quimiocinas también modulan la función del Sistema nervioso central (SNC) en ausencia de desafíos inmunológicos, fisiológicos o psicológicos abiertos. Por ejemplo, las citoquinas y los inhibidores de receptores de citoquinas afectan a los procesos cognitivos y emocionales. Evidencias recientes sugieren que las moléculas inmunológicas modulan los sistemas cerebrales de forma diferente a lo largo de la vida útil. Las citoquinas y las quimiocinas regulan las neurotrofinas y otras moléculas críticas para procesos de desarrollo neurológico y la exposición a ciertos desafíos neuroinmunes en el inicio de la vida afecta el desarrollo del cerebro. En adultos, citoquinas y quimiocinas afectan la aplasticidad sináptica y otros procesos neuronales en curso, que pueden cambiar en el cerebro por el envejecimiento. Finalmente, las interacciones de moléculas inmunológicas con el sistema hipotálamo-hipófisis-gonadal indican que las diferencias de sexo son un factor significativo que determina el impacto de las influencias neuroinmunes sobre la función y el comportamiento del cerebro.

 Investigaciones recientes demuestran que la reducción de las poblaciones de linfocitos puede perjudicar la cognición, y que el restablecimiento de los linfocitos restaura las habilidades cognitivas.

## Epigenética

### Visión general
La llamada Medicina epigenética engloba una nueva rama de la neuro-inmunología que estudia el cerebro y el comportamiento humanos. Esa nueva rama ya suministró informaciones únicas sobre los mecanismos subyacentes al desarrollo cerebral, evolución, plasticidad neuronal y de red y homeostasis, senescencia, etiología de diversas enfermedades neurológicas y procesos neuronales degenerativos. Ese nuevo estudio es conducido para el descubrimiento de estresores ambientales que dictan el inicio de enfermedades neurológicas específicas y biomarcadores de enfermedades específicas. El objetivo es "promover la recuperación acelerada de funciones cognitivas, funciones del comportamiento o sensoriales irremediablemente perdidas a través de la reprogramación epigenética de células madre neuronales regionales endógenas". Comprender la medicina epigenética es importante para posibles tratamientos farmacológicos futuros.

### Células madre neuronales
Varios estudios demostraron que la regulación del mantenimiento de células madre y las subsecuentes determinaciones de destino son bastante complejas. La complejidad de determinar el destino de una célula madre puede ser mejor comprendido por conocer el circuito utilizado para orquestar el mantenimiento de células madre y las decisiones progresivas del destino neuronal. Las decisiones de destino neuronal incluyen la utilización de múltiples caminos de señal de neurotransmisor juntamente con el uso de reguladores epigenéticos. El avance de la diferenciación de las células madre neuronales y de las decisiones del destino glial debe ser orquestado oportunamente para determinar la especificación del subtipo y los subsecuentes procesos de maduración, incluyendo la mielinización.

### Enfermedades del desarrollo neurológico
Las enfermedades del desarrollo neurológico resultan de deficiencias en el crecimiento y desarrollo del cerebro y del sistema nervioso y conducen a muchas disfunciones. Ejemplos de estas enfermedades son el síndrome de Asperger, las lesiones cerebrales traumáticas, las enfermedades del habla y del lenguaje o enfermedades congénitas como el síndrome de la X frágil, síndrome de Down, epilepsia y síndrome del alcohol fetal. Estudios han demostrado que enfermedades del espectro autista (ASDs) pueden presentar disfunciones de regulación epigenética. Otras investigaciones neuro inmunológicas mostraron que la desregulación de procesos epigenéticos relacionados con ASDs puede alterar la expresión genética y la función cerebral sin causar lesiones genéticas clásicas, que son más fácilmente atribuibles a una relación de causa y efecto. Estos descubrimientos son algunas de los numerosos descubrimientos recientes en áreas anteriormente desconocidas de expresión genética.

### Desórdenes neurodegenerativos
Evidencias crecientes sugieren que las enfermedades neurodegenerativas son mediadas por mecanismos epigenéticos erróneos. Las enfermedades neurodegenerativas incluyen la enfermedad de Huntington y la enfermedad de Alzheimer. La investigación neuro inmunológica en estas enfermedades produjo evidencias, incluyendo la ausencia de patrones simples de herencia mendeliana, desregulación transcripcional global, varios tipos de alteraciones de ARN patógeno y muchos más. En uno de los experimentos, un tratamiento de la enfermedad de Huntington con histona deacetilasa (HDAC), una enzima que remueve los grupos acetilo de la lisina y ADN / ARN, mostró efectos positivos. Otro nuevo descubrimiento sobre enfermedades neurodegenerativas está relacionado con el fenotipo neurodegenerativo asociado con la enfermedad de Alzheimer.

### Desórdenes neuroinmunitarios
Los sistemas nervioso y inmunitario tienen muchas interacciones que dictan la salud general del cuerpo. El sistema nervioso está bajo monitorización constante del Sistema inmunitario innato. A lo largo del desarrollo y de la vida adulta, el sistema inmunitario detecta y responde la cambios en la identidad celular y conectividad neural. La desregulación de las respuestas inmunes tanto adaptativas como adquiridas, el compromiso de la interacción entre esos dos sistemas, así como las alteraciones en la implantación de mecanismos inmunes innatos, pueden predisponer al sistema nervioso central (SNC) a la autoinmunidad y neurodegeneración. Otras evidencias mostraron aquel desarrollo y desdoblamiento del sistema inmunitario innato y sistema inmunitario adquirido en respuesta para los estresantes de la integración celular funcional y nivel sistémico y la evolución de la autoinmunidad son mediadas por mecanismos epigenéticos. La autoimunidad ha sido cada vez más conectada a la desregulación direccionada de mecanismos epigenéticos y, por lo tanto, el uso de agentes terapéuticos epigenéticos puede ayudar a revertir procesos patógenos complejos. La esclerosis múltiple (MS) es un tipo de trastorno neuro inmunitario que afecta muchas personas. La MS presenta inflamación del SNC, desmielinización inmuno-mediada y neurodegeneración, y puede representar una clase emergente de disturbios epigenéticos.

## Principales temas de investigación
La interacción del SNC y del sistema inmunitario es bien conocida. La disfunción orgánica inducida por quemadura con estimulación del nervio vago fue encontrada para atenuar los niveles de citocinas y órganos séricos. Las quemaduras generalmente inducen la generación bacteriana de citocinas y tal vez la estimulación parasimpática después de quemaduras disminuirán la generación del mediador cardio depresivo. Varios grupos produjeron evidencias experimentales que sostienen la producción de citocinas pro-inflamatorias siendo el elemento céntrico de la respuesta al estrés inducido por quemadura..  Aún otros grupos mostraron que la señalización del nervio libre tiene un impacto preeminente en varias patologías inflamatorias. Esos estudios establecieron las bases para indagaciones de que la estimulación del nervio libre puede influenciar las respuestas inmunitarias tras quemaduras y, por lo tanto, puede ser usada para limitar los daños a los órganos y el fallo en el estrés inducido por quemadura.
La comprensión básica de las enfermedades neuroinmunitarias cambió significativamente en los últimos diez años. Nuevos datos ampliando la comprensión de nuevos conceptos de tratamiento fueron obtenidos para un gran número de enfermedades neuroinmunitarias, nada más del que la esclerosis múltiple, una vez que muchos esfuerzos fueron realizados recientemente para esclarecer la complejidad de los mecanismos de patología de esta enfermedad. La acumulación de evidencias de estudios en animales sugiere que algunos aspectos de la depresión y de la fatiga en la EN pueden estar conectados a marcadores inflamatorios. Estudios demostraron que el receptor "tipo Toll" (TLR4) es críticamente envuelto en neuroinflamación y reclutamiento de linfocito T en el cerebro, contribuyendo para la exacerbación de la lesión cerebral. Las ideas moleculares revelaron que la activación mediada por TLR4 de JNK y p38 MAPK implicaba críticamente en la pérdida neuronal mediada por microglía. La investigación sobre el vínculo entre el olor, el comportamiento depresivo y a auto-inmunidad reveló hallazgos interesantes, incluyendo los hechos de que la inflamación es común en todas las enfermedades analizadas, síntomas depresivos aparecen en el inicio de la mayoría de las enfermedades, insuficiencia en el olor también es evidente en el inicio del desarrollo de condiciones neurológicas y todas las enfermedades envueltas en el amígdala y en el hipocampo. Una mejor comprensión de como el sistema inmunológico funciona y cuáles los factores que contribuyen para las respuestas están siendo investigadas fuertemente juntamente con las coincidencias arriba mencionadas.
Neuroinmunologia es también un tema importante a considerar durante el diseño de implantes neuronales. Implantes neuronales están siendo usados para tratar muchas enfermedades, y es fundamental que su diseño y química de superficie no provoquen una respuesta inmunitaria.

## Direcciones futuras
El sistema nervioso y el sistema inmunitario requieren los grados pertinentes de diferenciación celular, integridad organizacional y conectividad de red neural. Esas características operacionales del cerebro y del sistema nervioso pueden hacer la señalización difícil de duplicar en escenarios gravemente enfermos. Actualmente, existen tres tipos de terapias que fueron utilizadas tanto en plantillas animales de enfermedades como en ensayos clínicos en humanos. Esas tres clases incluyen inhibidores de metilación del ADN, inhibidores de HDAC y abordajes basados en ARN. Los inhibidores de metilación del ADN son usados para activar genes previamente silenciados. HDACs son una clase de enzimas que poseen un amplio conjunto de modificaciones bioquímicas y pueden afectar la desmetilación del ADN y la sinergia con otros agentes terapéuticos. La terapia final incluye el uso de abordajes basados en RNA para aumentar la estabilidad, especificidad y eficacia, especialmente en enfermedades que son causadas por alteraciones de RNA. Conceptos emergentes sobre la complejidad y la versatilidad del epigenoma pueden sugerir maneras de direccionar los procesos celulares anchos del genoma. Otros estudios sugieren que eventuales blancos de regulador seminal pueden ser identificados permitiendo con alteraciones en la reprogramación epigenética maciza durante la gametogénesis. Muchos tratamientos futuros pueden extenderse además de ser puramente terapéuticos y pueden ser preventivos, tal vez, bajo la forma de una vacuna. Las nuevas tecnologías de alto rendimiento cuando quedadas con los avances en las modalidades de imagen, como las nanotecnologías ópticas in vivo, pueden dar origen a un conocimiento aún mayor de la arquitectura genómica, organización nuclear y la interacción entre los sistemas inmunitario y nervioso.